# Musée d’Art et d’Archéologie de Guéret

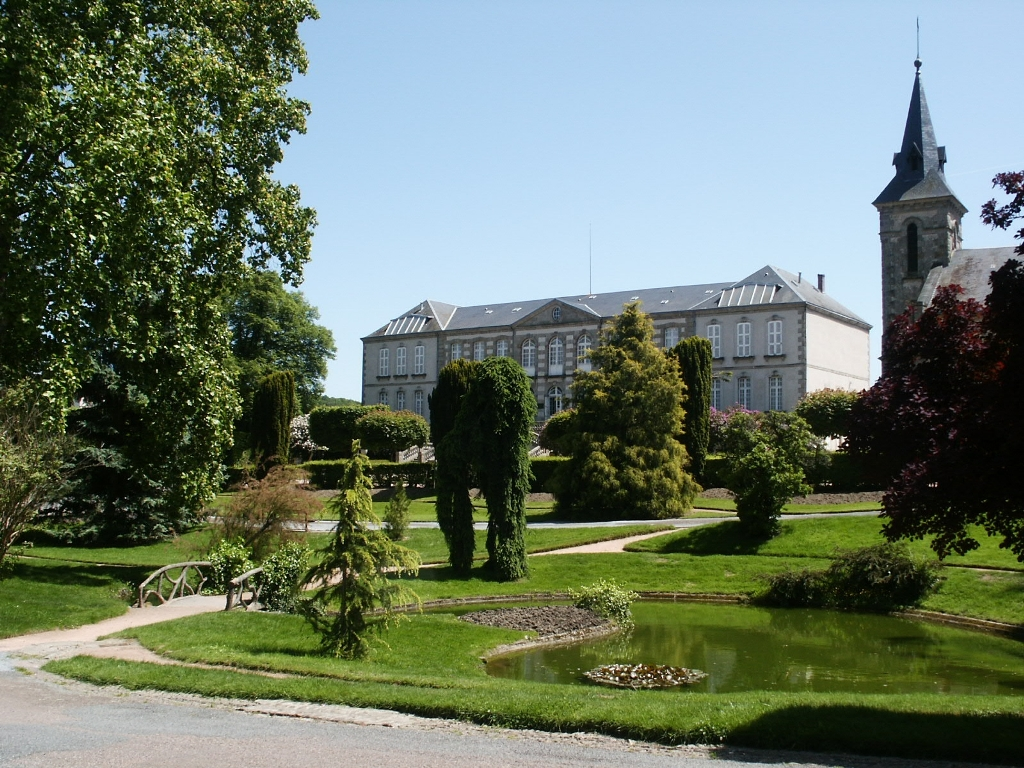
Das Museumsgebäude

Das Musée d’Art et d’Archéologie de Guéret, auch Musée de la Sénatorerie, ist ein kommunales Museum in Guéret im Département Creuse.
Begründet wurde es 1837 durch die Société d’histoire naturelle et d’antiquités de la Creuse und am 8. Juli 1838 als Cabinet d’histoire naturelle et d’antiquités de la Creuse, zunächst in Räumlichkeiten des Rathauses für die Öffentlichkeit zugänglich gemacht. 1905 erwarb die Stadt das ehemalige Hôtel de la Sénatorerie und brachte die Sammlungen dort unter. 
Das Museum zeigt archäologische Funde aus der Region von der gallorömischen Zeit bis ins Mittelalter, ein naturgeschichtliches Kabinett mit einer Sammlung von Tierpräparaten sowie Antiquitäten, asiatisches Porzellan, Handwerkskunst; flämische, italienische und französische Malerei des 17. bis 20. Jahrhunderts; Plastik französischer Bildhauer (darunter eine Plastik von Auguste Rodin) und Werke regionaler Impressionisten wie Armand Guillaumin.
2018 wurde das Haus für Renovierungsarbeiten und die Errichtung eines modernen Erweiterungsbaus geschlossen. Die Wiedereröffnung ist 2022 geplant.